# Xistrella motuoensis
Xistrella motuoensis är en insektsart som först beskrevs av Yin, X.-c. 1984.  Xistrella motuoensis ingår i släktet Xistrella och familjen torngräshoppor. Inga underarter finns listade i Catalogue of Life.